# Леоново (Бежаницкий район)
Лео́ново — бывшая деревня в Бежаницком районе Псковской области России. Население — 0 жителей (2003 год). До 2003 года входила в состав Аполинской волости.

## География
Деревня находилась на юге центральной части Псковской области, в пределах Бежаницкой возвышенности, к западу от реки Локня, на расстоянии примерно 16 километров (по прямой) к югу от посёлка городского типа Бежаницы, административного центра района. Абсолютная высота — 164 метра над уровнем моря. В примерно одном километре к юго-востоку находится деревня Грибово.

### Климат
Климат характеризуется как переходный между типично морским и континентальным с повышенной влажностью.

### Часовой пояс
Урочище Леоново, как и вся Псковская область, находится в часовой зоне МСК (московское время). Смещение применяемого времени относительно UTC составляет +3:00.